# Dasher
Dasher — свободная программа для предиктивного набора текста. Она позволяет пользователям вводить текст без использования клавиатуры, при помощи любого указательного устройства, будь то мышь, тачпад, сенсорный экран, трекбол или джойстик. Приложение может оказаться полезным пользователям, которые не могут использовать клавиатуру, или пользователям мобильных устройств.
Dasher придуман Дэвидом Маккеем и разработан Дэвидом Уордом в сотрудничестве с другими членами Кембриджской исследовательской группы Маккея. Проект Dasher поддерживается фондом Gatsby Charitable.
Dasher является частью среды GNOME в системах *nix.